# Jacques Besnard
Jacques Besnard (15 de julio de 1929 - 9 de noviembre de 2013) fue un director y guionista cinematográfico y televisivo de nacionalidad francesa.

## Biografía
Nacido en Le Petit-Quevilly, Francia, Jacques Besnard debutó en 1962 como ayudante de dirección de André Hunebelle. A su lado aprendió el oficio, interviniendo en cintas como Les Mystères de Paris (1962), o dos de la serie de Fantômas, interpretadas por Louis de Funès. 
Dirigió su primera película en 1966, la comedia Le Grand Restaurant, de nuevo con Louis de Funès, con el que colaboró en el guion, consiguiendo después un gran éxito con Le Fou du labo 4. En los años 1970 realizó unas cuantas comedias de boulevard, de éxito desigual. En 1976 dirigió lá película erótica Et si tu n'en veux pas (también conocida como Joëlle et Pauline o Baby Love) con Joëlle Coeur, Gilda Arancio y Alice Arno en el reparto.
Padre del director Éric Besnard, Jacques Besnard falleció en 2013 en Boutigny-Prouais, Francia.

## Filmografía

### Director y guionista
- 1967 : Estouffade à la Caraïbe, con Jean Seberg y Serge Gainsbourg
- 1967 : Le Grand Restaurant, con Louis de Funès y Bernard Blier
- 1967 : Le Fou du labo 4, con Jean Lefebvre y Bernard Blier
- 1972 : La Belle Affaire, con Michel Serrault, Rosy Varte y Michel Galabru
- 1974 : C'est pas parce qu'on a rien à dire qu'il faut fermer sa gueule, con Bernard Blier, Michel Serrault y Jean Lefebvre
- 1975 : La situation est grave... mais pas désespérée, con Michel Serrault y Jean Lefebvre
- 1976 : Le Jour de gloire, con Jean Lefebvre, Pierre Tornade y Darry Cowl
- 1976 : Et si tu n'en veux pas ou Joëlle et Pauline, con Joëlle Cœur, Gilda Arancio, Alice Arno y Françoise Pascal
- 1978 : Général... nous voilà !
- 1982 : Te marre pas ... c'est pour rire !, con Michel Galabru y Aldo Maccione
- 1984 : Allo Béatrice (TV)
- 1985 : Hôtel de police (TV)
- 1988 : La Belle Anglaise (TV)
- 1990 : Le Retour d'Arsène Lupin (1 episodio)
- 1992 : Feu Adrien Muset (TV), con Jean Lefebvre
- 1994 : Avanti (telefilm)

### Guionista
- 1995 : Un si joli bouquet (TV), de Jean-Claude Sussfeld
- 1997 : Un petit grain de folie (TV), de Sébastien Grall
- 2004 : L'Antidote, de Vincent de Brus

### Ayudante de dirección
- 1956 : Honoré de Marseille, de Maurice Régamey
- 1957 : Comme un cheveu sur la soupe, de Maurice Régamey
- 1959 : À pleines mains, de Maurice Régamey
- 1960 : La Famille Fenouillard, de Yves Robert
- 1962 : Les Mystères de Paris, de André Hunebelle
- 1964 : Banco à Bangkok pour OSS 117, de André Hunebelle
- 1964 : Fantômas, de André Hunebelle
- 1965 : Furia à Bahia pour OSS 117, de André Hunebelle
- 1965 : Fantômas se déchaîne, de André Hunebelle
- 1971 : La Folie des grandeurs, de Gérard Oury
- 1973 : Las locas aventuras de Rabbi Jacob, de Gérard Oury

### Actor
- 1955 : Série noire, de Pierre Foucaud
- 1955 : Rififí, de Jules Dassin
- 1955 : Chantage, de Guy Lefranc